# 鬼太监
《鬼太监》（英語：The Eunuch）是1971年叶荣祖执导的香港電影，由白鹰、焦姣等領銜主演。该电影主演讲述两个和权倾朝野的太监有仇的人向一对儿老夫妇学艺，然后去报仇的故事。

## 劇情簡介
鬼太监桂德海权侵朝野，而由于皇帝的妻子不满其行为，于是找刺客去刺杀他，结果没成功，反而导致灭门，但是由于此时的大太子因为一些原因没在家，所以碰巧躲过了这些。
随后这位太子在一对儿会功夫的老夫妇指导下，逐渐学会了很多的功夫，并且在这之中，意外的遇到了桂德海抛弃的女儿。
在这之后，他和桂德海的女儿一起向桂德海报仇，虽说太子经过努力，终于杀死了桂德海，但是桂德海的女儿却被桂德海设计杀死……

## 演员
- 白鷹 - 桂德海
- 焦姣 - 燕燕
- 宗华 - 朱錦
- 杨志卿
- 孟加[6]
- 王俠
- 田俊
- 朱由高
- 王杰
- 欧阳莎菲
- 曾楚霖
- 金天柱
- 徐二牛
- 郝履仁
- 洪金宝
- 黄宗迅

## 備註
1. ↑  中華民國電影影片上映總目: 民國三十八年至七十一年, 第 2 卷中的介绍。
2. ↑  《美與狂--邱剛健的戲劇．詩．電影》中的介绍，作者：羅卡、喬奕思、劉嶔
3. ↑  《邵氏電影初探》介绍
4. ↑  .   [2022-01-06]. （原始内容存档于2022-01-06）.
5. ↑  .   [2022-01-18]. （原始内容存档于2022-01-19）.
6. ↑  .   [2022-01-06]. （原始内容存档于2022-01-06）.

## 相關連結
- 互联网电影数据库（IMDb）上《鬼太监》的资料（英文）
- 豆瓣电影上《鬼太监》的資料 （简体中文）
- 香港影庫上《鬼太监》的資料（繁體中文）